# 2016 en rugby à XIII
| Années du rugby à XIII : 2013 - 2014 - 2015 - 2016 - 2017 - 2018 - 2019    |
| Décennies du rugby à XIII : 1980 - 1990 - 2000 - 2010 - 2020 - 2030 - 2040 |

Les faits marquants de l'année 2015 en rugby à XIII

## Principales compétitions
- Championnat de France
- National Rugby League
- State of Origin
- Super League
- Coupe d'Angleterre

## Événements

### Février
- 4 février 2016 : Coup d'envoi de la saison 2016 de la Super League avec la victoire des Wolves de Warrington 12-10 entre les Rhinos de Leeds.
- 5 février 2016 : Défaite des Dragons Catalans 6-12 contre Wigan Warriors lors de leur match inaugural de la saison 2016 de la Super League.
- 21 février : Les Cowboys du North Queensland remportent le World Club Challenge contre les Rhinos de Leeds 38-4 au Headingley Rugby Stadium de Leeds devant 19 778 spectateurs.

### Mars
- 3 mars 2016 : Coup d'envoi de la saison 2016 de la National Rugby League avec la victoire des Broncos de Brisbane 17-4 entre les Eels de Parramatta devant 18 324 spectateurs.

### Avril
- 16 avril 2016 : Victoire finale de Saint-Estève XIII catalan contre Limoux 33-16 en finale de la Coupe de France au stade Albert Domec de Carcassonne.

### Mai
- 6 mai 2016 : ANZAC Test au Hunter Stadium de Newcastle, victoire de l'Australie 16-0 face à la Nouvelle-Zélande devant 27 724 spectateurs. Paul Gallen est désigné homme du match.
- 8 mai 2016 : Victoire du City 44-30 contre Country dans le City vs Country Origin devant 8 317 spectateurs. Aaron Gray est désigné homme du match.
- 14 mai 2016 : Victoire des Dragons Catalans contre les Giants d'Huddersfield 18-16 en Super League. Les Dragons sont deuxièmes du championnat derrière les Wolves de Warrington.
- 21 mai 2016 : Victoire finale de Limoux contre Carcassonne 26-24 en finale du Championnat de France au Stadium d'Albi.

### Juin
- 1er juin 2016 : Victoire 6-4 des Maroons du Queensland contre les Blues de la Nouvelle-Galles du Sud lors du premier des trois matchs du State of Origin 2016 devant 80 251 spectateurs à l'ANZ Stadium de Sydney. Matt Gillett est désigné homme du match.
- 22 juin 2016 : Victoire 26-16 des Maroons du Queensland contre les Blues de la Nouvelle-Galles du Sud lors du deuxième des trois matchs du State of Origin 2016 devant 52 293 spectateurs au Suncorp Stadium de Brisbane. Le Queensland remporte donc le State of Origin 2016. Cameron Smith est désigné homme du match.

### Juillet
- 13 juillet 2016 : Victoire 18-14 des Blues de la Nouvelle-Galles du Sud contre les Maroons du Queensland lors du troisième et dernier des trois matchs du State of Origin 2016 devant 61 267 spectateurs à l'ANZ Stadium de Sydney.  James Maloney est désigné homme du match.

### Septembre
- 23 septembre 2016 : Victoire et qualification en finale de la National Rugby League des Sharks de Cronulla après sa victoire 32-20 contre les Cowboys du North Queensland (tenant du titre).
- 24 septembre 2016 : Victoire et qualification en finale de la Championship du Toulouse Olympique XIII après sa victoire 62-10 contre les York City Knights.
- 24 septembre 2016 : Victoire et qualification en finale de la National Rugby League du Melbourne Storm après sa victoire 14-12 contre les Raiders de Canberra.
- 25 septembre 2016 : Coup d'envoi du Championnat de France au Stade Gilbert-Brutus de Perpignan lors d'un « Magic Week-end ». Avignon prend la tête du championnat.
- 28 septembre 2016 : l'Australien Cooper Cronk et le Néo-Zélandais Jason Taumalolo sont élus meilleurs joueurs de la National Rugby League en 2016.
- 29 septembre 2016 : Victoire et qualification en finale de la Super League des Wolves de Warrington après sa victoire 18-10 contre St Helens RLFC.
- 30 septembre 2016 : Victoire et qualification en finale de la Super League des Warriors de Wigan après sa victoire 28-18 contre Hull FC.

### Octobre
- 1er octobre 2016 : Victoire en finale de barrage de la League 1 du Toulouse Olympique XIII après sa victoire 32-22 contre les Barrow Raiders. Toulouse évoluera la saison prochaine en Championship.
- 2 octobre 2016 : Victoire en finale de la National Rugby League des Sharks de Cronulla-Sutherland 14-12 contre le Storm du Melbourne devant 83 625 spectateurs. Luke Lewis est désigné homme du match.
- 5 octobre 2016 : L'Anglais Danny Houghton d'Hull FC est élu meilleur joueur de la Super League en 2016.
- 8 octobre 2016 : Victoire en finale de la Super League des Warriors de Wigan 12-6 contre les Wolves de Warrington devant 70 202 spectateurs à Old Trafford. Liam Farrell est désigné homme du match.
- 15 octobre 2016 : En match de préparation du Tournoi des Quatre Nations 2016, l'Australie domine la Nouvelle-Zélande 26-6 devant 33 000 spectateurs et où Greg Inglis est désigné homme du match.
- 21 octobre 2016 : En match de préparation du Tournoi des Quatre Nations 2016, l'Angleterre domine la France 40-6 à Avignon devant 14 276 spectateurs.
- 28 octobre 2016 : Pour le match d'ouverture du Tournoi des Quatre Nations 2016, l'Australie domine l'Écosse 54-12 à Hull. Matt Moylan y est désigné homme du match.
- 29 octobre 2016 : Au Tournoi des Quatre Nations 2016, la Nouvelle-Zélande s'impose contre l'Angleterre 17-16 à Huddersfield. Shaun Johnson y est désigné homme du match.

### Novembre
- 5 novembre 2016 : Au Tournoi des Quatre Nations 2016, l'Angleterre bat l'Écosse 38-12 à Coventry. George Williams y est désigné homme du match.
- 5 novembre 2016 : Au Tournoi des Quatre Nations 2016, l'Australie bat la Nouvelle-Zélande 14-8 à Coventry. Blake Ferguson y est désigné homme du match.
- 11 novembre 2016 : Au Tournoi des Quatre Nations 2016, l'Écosse tient en échec la Nouvelle-Zélande 18-18 à Workington. Shaun Johnson y est désigné homme du match.
- 13 novembre 2016 : Au Tournoi des Quatre Nations 2016, l'Australie bat 36-18 l'Angleterre et reste invaincue dans le tournoi. La finale opposera donc l'Australie au tenant du titre la Nouvelle-Zélande. Cooper Cronk y est désigné homme du match.

- 20 novembre 2016 :  Au Tournoi des Quatre Nations 2016, victoire en finale de l'Australie 34-8 contre la Nouvelle-Zélande à l'Anfield Road de Liverpool. Il s'agit du troisième titre de l'Australie dans cette compétition. Darius Boyd y est désigné homme du match.

## Principaux décès
| Date         | Nom                 | Pays             | Âge    | Commentaires                         |
| 3 janvier    | Tommy Sale          | Angleterre       | 97 ans |                                      |
| 8 janvier    | Patty Reid          | Irlande          | 91 ans | International irlandais              |
| 12 janvier   | Brian Johnson       | Australie        | 59 ans | ex entraîneur de Warrington          |
| 18 janvier   | Terence Cook        | Pays de Galles   | 88 ans |                                      |
| 24 janvier   | Neville Black       | Nouvelle-Zélande | 90 ans |                                      |
| 11 février   | Les Belshaw         | Angleterre       | 88 ans |                                      |
| 24 février   | Ken English         | Nouvelle-Zélande | 89 ans | International néo-zélandais          |
| 26 février   | Jack Forrest        | Nouvelle-Zélande | 92 ans | International néo-zélandais          |
| 7 mars       | Des O'Reilly        | Australie        | 61 ans |                                      |
| 11 mars      | Selwyn Belsham      | Nouvelle-Zélande | 85 ans | International néo-zélandais          |
| 16 mars      | George Menzies      | Nouvelle-Zélande | 85 ans | International néo-zélandais          |
| 29 mars      | Grahame Bowen       | Australie        | 69 ans |                                      |
| 5 avril      | Mick Sullivan       | Angleterre       | 82 ans | International britannique et anglais |
| 19 avril     | Dud Beattie         | Australie        | 81 ans | International australien             |
| avril        | Steve Quin          | Angleterre       | 64 ans |                                      |
| 2 mai        | Roger Millward      | Angleterre       | 68 ans | International britannique et anglais |
| 21 mai       | Tony Kriletich      | Nouvelle-Zélande | 72 ans | International néo-zélandais          |
| 27 mai       | Roger Molina        | France           | 64 ans | Champion de France                   |
| 4 juin       | Brian Reidy         | Nouvelle-Zélande | 77 ans | International néo-zélandais          |
| 4 juin       | Alan Rathbone       | Angleterre       | 57 ans | International britannique            |
| 4 juin       | Bill Snowden        | Nouvelle-Zélande | 81 ans | International néo-zélandais          |
| 18 juin      | Christian Clar      | France           | 75 ans | Champion de France                   |
| 24 juin      | Greg Pierce         | Australie        | 66 ans | International australien             |
| 30 juin      | Sébastien Rodriguez | France           | - ans  | International français               |
| 16 août      | Ken Thortnett       | Australie        | 78 ans | International australien             |
| 29 août      | Harry Jepson        | Angleterre       | 96 ans | ex président de Leeds Rhinos         |
| 16 septembre | Reese Griffiths     | Nouvelle-Zélande | 78 ans | International néo-zélandais          |
| 23 septembre | Arnold Green        | Nouvelle-Zélande | 83 ans | International néo-zélandais          |
| 24 septembre | René Peytavy        | France           | 96 ans |                                      |
| 4 octobre    | Terry Butler        | Australie        | 58 ans | Participant au State of Origin 1983  |
| 7 octobre    | Antonio Pedrazzani  | France           | 90 ans | Champion de France                   |
| 15 octobre   | Doug Anderson       | Nouvelle-Zélande | 89 ans | International néo-zélandais          |